# Йому
Йому (фр. Yomou) — город на юге Гвинеи, административный центр одноимённой префектуры.

## География
Город находится на высоте 374 м, вдоль Гвинейского хребта, покрыта густым лесом, что затрудняет автомобильные перевозки, особенно в сезон дождей.
В Йому климат саванн с сухой зимой (Aw) по классификации климатов Кёппена-Гейгера со среднегодовой температурой 25 °C и количеством осадков около 1182,8 мм в год, причём летом их гораздо больше, чем зимой.

## Экономика
Йому — торговый город, где продаются рис, маниока, кофе, масло и пальмовые орехи.